# Tachoires
 Tachoires  là một xã thuộc tỉnh Gers trong vùng Occitanie miền nam nước Pháp.

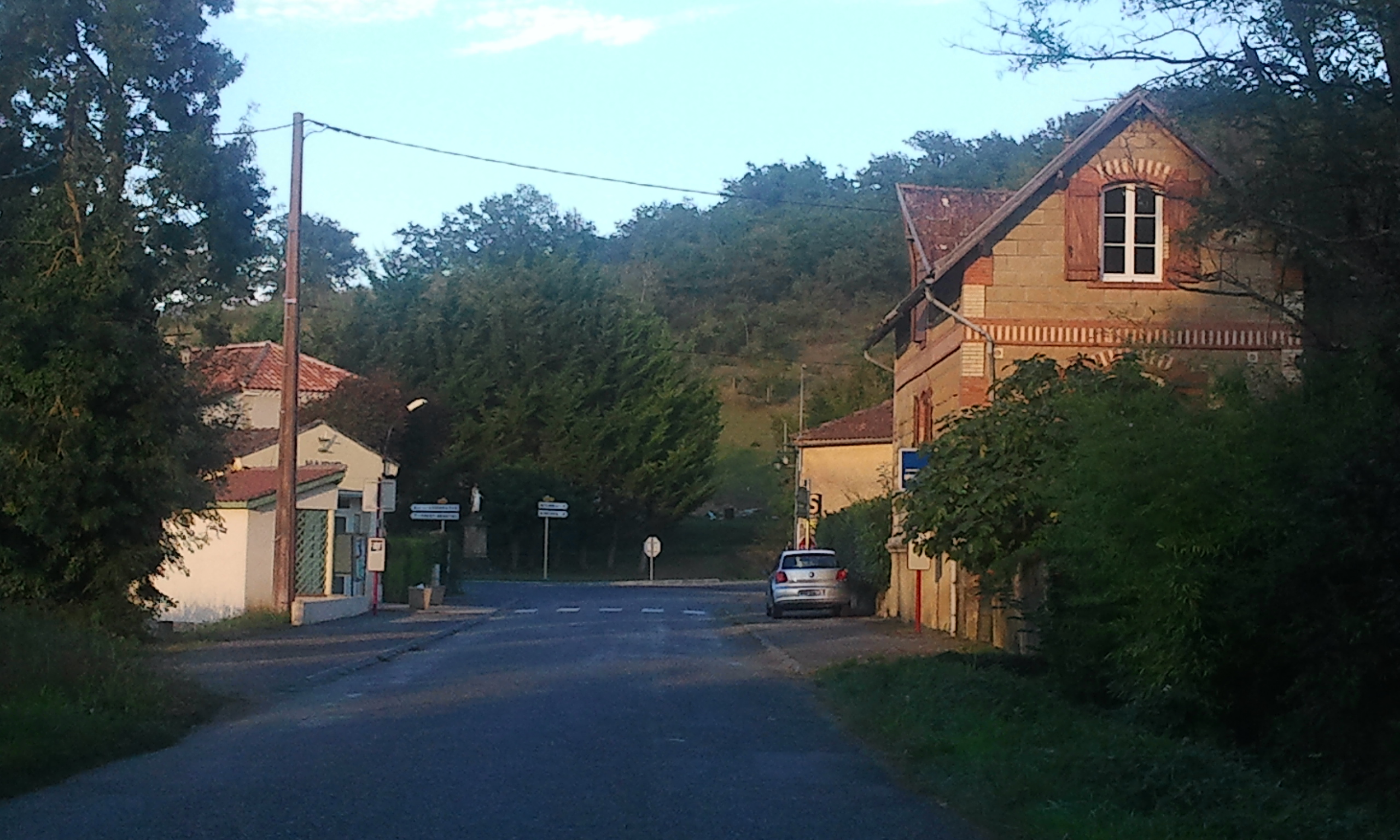
Tachoires